# The Salmon Dance
The Salmon Dance è il terzo singolo dell'album We Are the Night del duo inglese The Chemical Brothers pubblicato nel 2007 da Virgin Records.

## Il disco
The Salmon Dance è stata realizzato con la partecipazione del rapper Fatlip.
Il videoclip, realizzato da Dom Hawley e Nic Goffey (autori tra l'altro dei video di Hey Boy, Hey Girls e Believe, sempre del duo inglese), in cui ogni suono, compresi i bassi e i synth, trova il suo corrispettivo in un acquario.
Anche lo stesso Fatlip viene "impersonato" da un pesce. La beatbox, eseguita da un pesce palla, si gonfia e si sgonfia a ritmo della musica. In questo video il protagonista si trova spaesato davanti all'acquario animato e rimane intrappolato tra allucinazione e sogno.
Alla fine del 2007 esce il singolo in vinile, contenente remixe addizionali eseguiti dai Crookers (il Crookers Wow Mix) e da Hervè. L'album viene completato dal brano inedito Electronic battle weapon 8.

## Tracce e versioni

### Promo CD
1. "The Salmon Dance (Radio Edit)"
2. "The Salmon Dance (Album Version)"
3. "The Salmon Dance (Instrumental)"

### 7"
1. "The Salmon Dance (Album Version)"
2. "Snooprah"

### 12"
1. "The Salmon Dance (Album Version)"
2. "Electronic Battle Weapon 8"
3. "The Salmon Dance (Crookers Mix)"
4. "The Salmon Dance (Hervé Mix)"

### CD single
1. "The Salmon Dance (Radio Edit)" - 3:07
2. "Electronic Battle Weapon 8" - 6:32

### Download digitale
1. "The Salmon Dance (Heavily Smoked By the Glimmers)"